# بایگانی (ای‌پی)
بایگانی (انگلیسی: The Archive) یک آی‌پی تبلیغاتی از گروه موسیقی راک آمریکایی ایمجین درگنز است که در ۱۲ فوریه ۲۰۱۳ برای مدت کوتاهی در آی‌تیونز استور منتشر شد.